# Accord orthographique de la langue portugaise de 1990
L'Accord orthographique de la langue portugaise de 1990 (Acordo Ortográfico da Língua Portuguesa de 1990) est un traité international rédigé en 1990, avec pour but de créer une orthographe unifiée de la langue portugaise pour son bon usage dans tous les pays ayant pour langue officielle le portugais. Cet accord a été signé par des représentants officiels de l'Angola, du Brésil, du Cap-Vert, de la Guinée Bissau, du Mozambique, du Portugal et de Sao Tomé-et-Principe à Lisbonne, le 16 décembre 1990. Après son indépendance, le Timor Oriental a adhéré à ce traité en 2004. En outre, la Galice a assisté, en tant qu'observateur, aux travaux d'élaboration de l'accord orthographique de 1990. Depuis 2016, l'Accord est valide dans déjà trois des huit pays lusophones (Portugal, Brésil, Cap-Vert).